# Robert Daniel Carmichael
Pour les articles homonymes, voir Carmichael.
Robert Daniel Carmichael (1er mars 1879 - 2 mai 1967) est un mathématicien américain. 

## Biographie
Carmichael est né à Goodwater (en), Alabama en 1879. Il étudie au College de Lineville où il reçoit son B.A. en 1898 tout en travaillant à son doctorat à l'université de Princeton, qu'il reçoit en 1911. Sa thèse, écrite sous la direction de George David Birkhoff, fut considérée comme la première contribution significative d'un américain aux équations différentielles. 
Physicien au début de sa carrière (il étudie la théorie de la relativité dont l'initiateur fut Albert Einstein), mathématicien et philosophe, Carmichael se consacra tout particulièrement, dès 1914, à la théorie des nombres (aux nombres premiers en particulier), à l'analyse diophantienne et à la théorie des groupes. Il enseigna à l'université de l'Indiana de 1911 à 1915 et à l'université de l'Illinois de 1915 à 1947.
Dans le cadre de l'étude de la primalité d'un entier naturel (savoir si un nombre est premier et sinon connaître sa factorisation) et de la distribution des nombres premiers dans l'ensemble des entiers naturels, Carmichael recherche et étudie les propriétés des nombres de Carmichael, aussi appelés nombres absolument pseudo-premiers.

## Honneur
L'astéroïde (101101) Carmichael est nommé en son honneur. Le nombre 101101 est le plus petit nombre de Carmichael palindrome.